# 香港公印
香港公印（英語：Public Seal of Hong Kong）是英屬香港的官方印章，總督代表英國君主使用該印章，主要用於立法局通過的條例及其他重要官方文書。其中維多利亞女王的印章有一幅阿群帶路圖，為殖民地時期香港的地方象徵。
香港公印在1997年香港主權移交後被香港特別行政區行政長官公印取代，但其作用不變，均為用於香港立法會通過的條例及其他重要官方文書。

## 英屬香港時期的香港公印
在香港盾徽引入以前，香港最早自1843年以香港徽章以作為香港的印鑑和代表香港。但是徽章最初一直也沒有統一的規格，到1955年才得以統一。雖然港府在1959年引入了盾徽，但是徽章並未因此廢置，在某些場合，例如早期的政府年報，以至部份的香港鈔票，徽章仍然被使用。值得一提的是，九廣鐵路局自成立至1941年香港淪陷以前，該局以香港徽章作為其標誌樣式主體。同樣，香港上海匯豐銀行在1960年代至1983年也以此作為公司標誌。
香港徽章分為上下兩部份，上方採用了英國國徽的其中一種樣式，下方則是一幅《阿群帶路圖》。《阿群帶路圖》的下方是一個海岸，岸上繪有貨物數箱和一些人物。對上是一片海港，分別繪有一艘中國帆船和一艘英國商船，而遠方則隱約有一群代表九龍半島的山巒。《阿群帶路圖》大意講述英兵最初登陸香港島赤柱時，得到一名叫陳群的女原住民引路到香港島北部的故事。

#### 英國駐華商務總監印

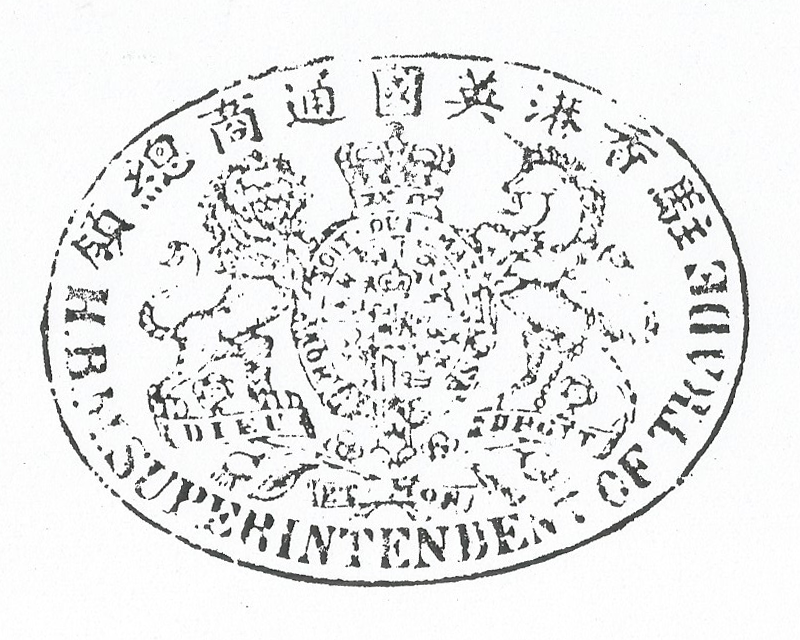
英國駐華商務總監印

香港開埠時，英國駐華商務總監查理·义律出任香港行政官，故香港政府最早期的官方印鑑為的駐華商務總監官印。英國後來召回義律，改派砵甸乍接替他為行政官、駐華商務總監及英國全權代表。《Europe in China》記載，砵甸乍的官邸曾於1843年遭賊人爆竊，官印一同被竊，數月後尋回。用上此印章的文件沒有任何正本流傳後世，只得殖民地部保留的複本一份。
英國駐華商務總監印是橢圓形，正中為英國政府使用的英國皇家徽章，周圍寫上「駐香港英國通商總領 H.B.M. SUPERINTENDENT OF TRADE 」。

#### 維多利亞時期 (1842—1901)

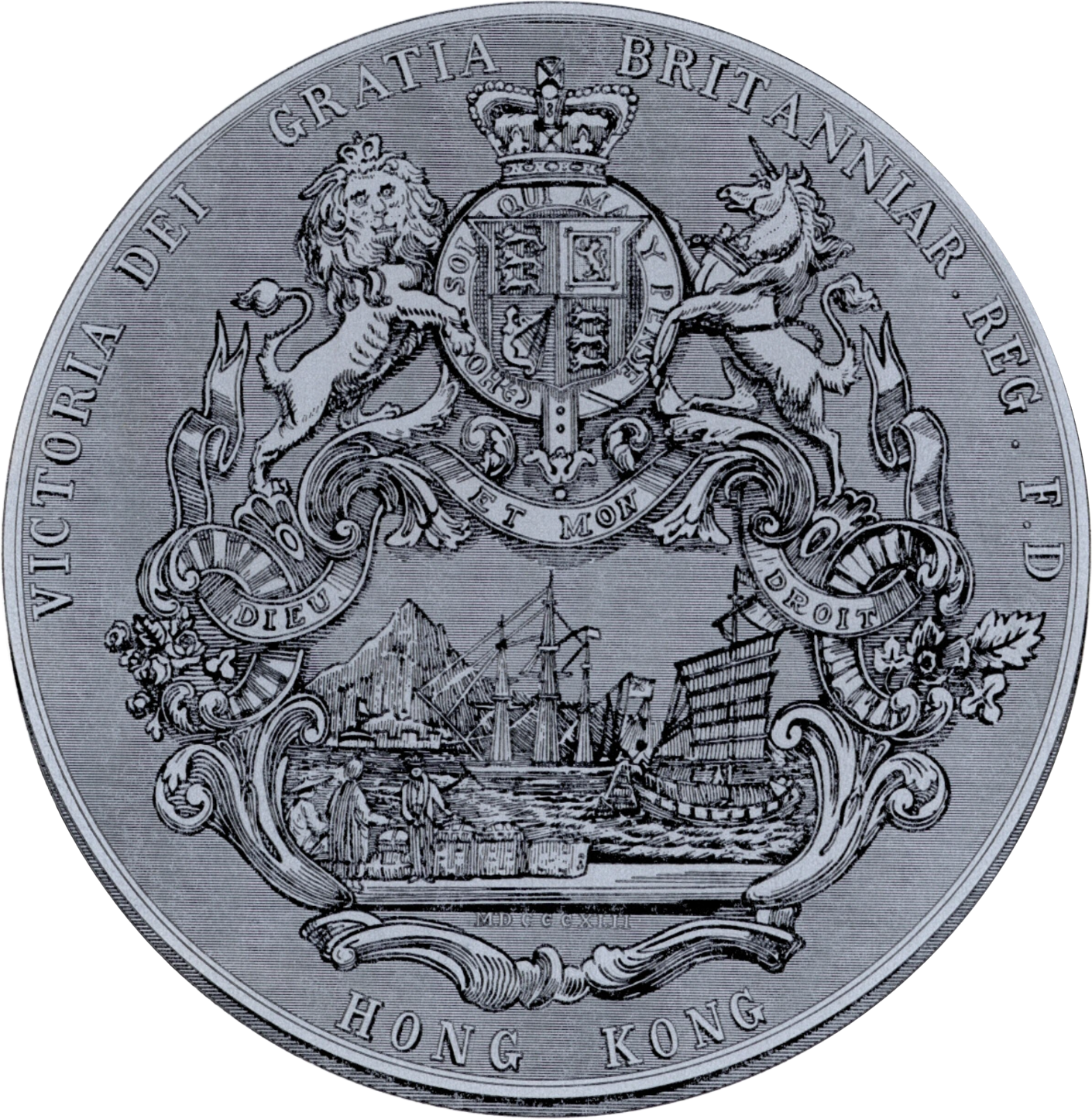
1842-1901年的香港公印樣式

1843年港督砵甸乍奉英國政府的命令，設計及制造了第一枚香港公印，並制定了香港公印使用及保存指引。

#### 佐治六世 (1939—1956)

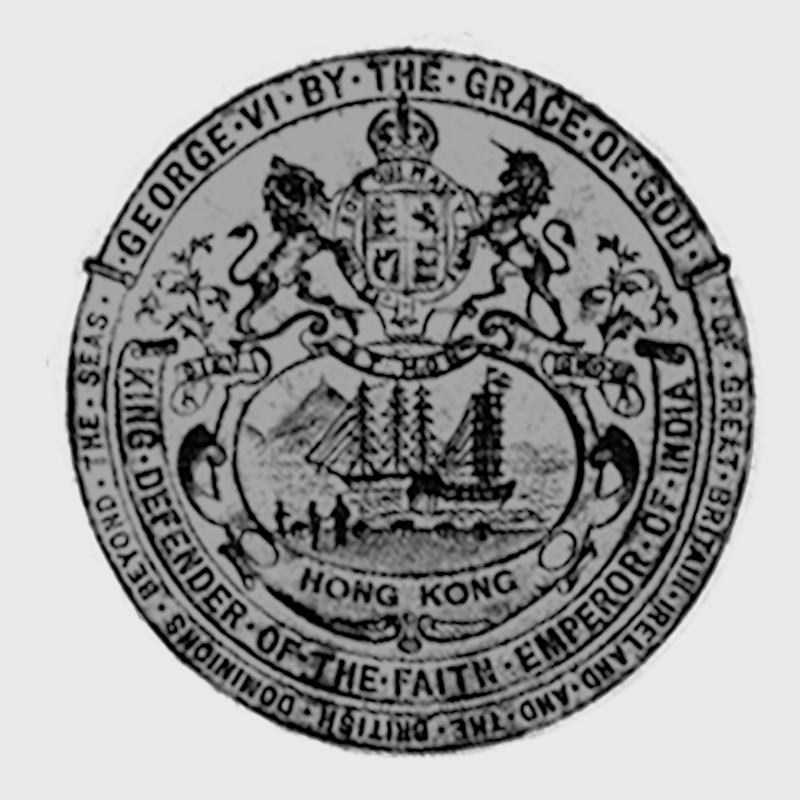
1939-1948年的香港公印樣式

日佔時期的香港公印被廢除，1945年香港重光後重新被使用。

#### 伊利沙伯二世第一版 (1956—1962)
於英女王伊利沙伯二世登基後，香港公印的樣式作出了的大幅更改，但仍使用阿群帶路圖。

#### 伊利沙伯二世第二版 (1962—1997)

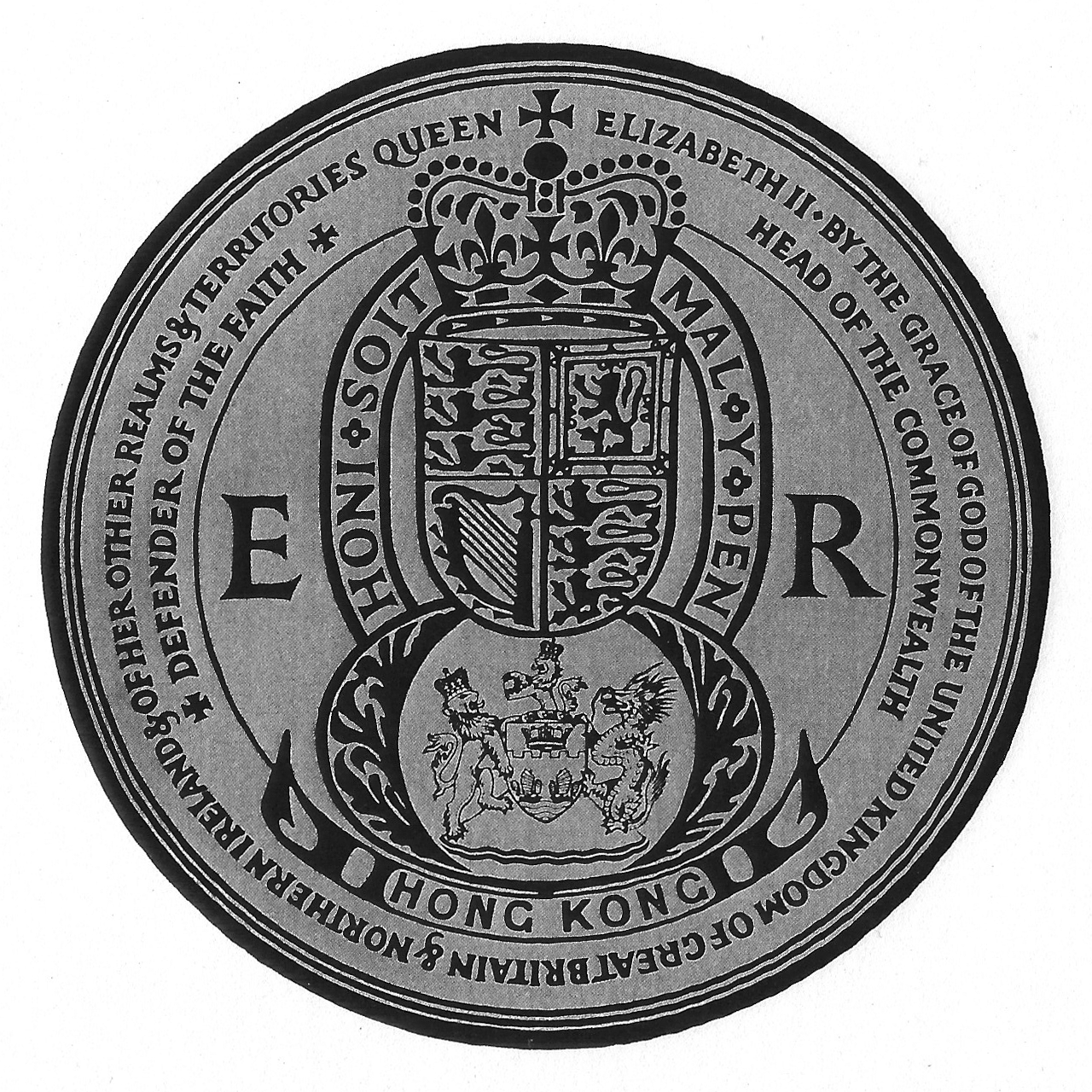
1962-1997年的香港公印樣式（1962年起改用香港徽號取代之前版本的「阿群帶路圖」）

1959年香港徽號啟用後，香港公印的樣式於1962年作出了最後一次的更改。
1997年6月30日深夜，一名行政局議員按規矩銷毀了最後一個香港政府公印。

## 香港特別行政區行政長官公印
香港主權移交中國後，香港公印被香港特別行政區行政長官公印取代。

## 圖集

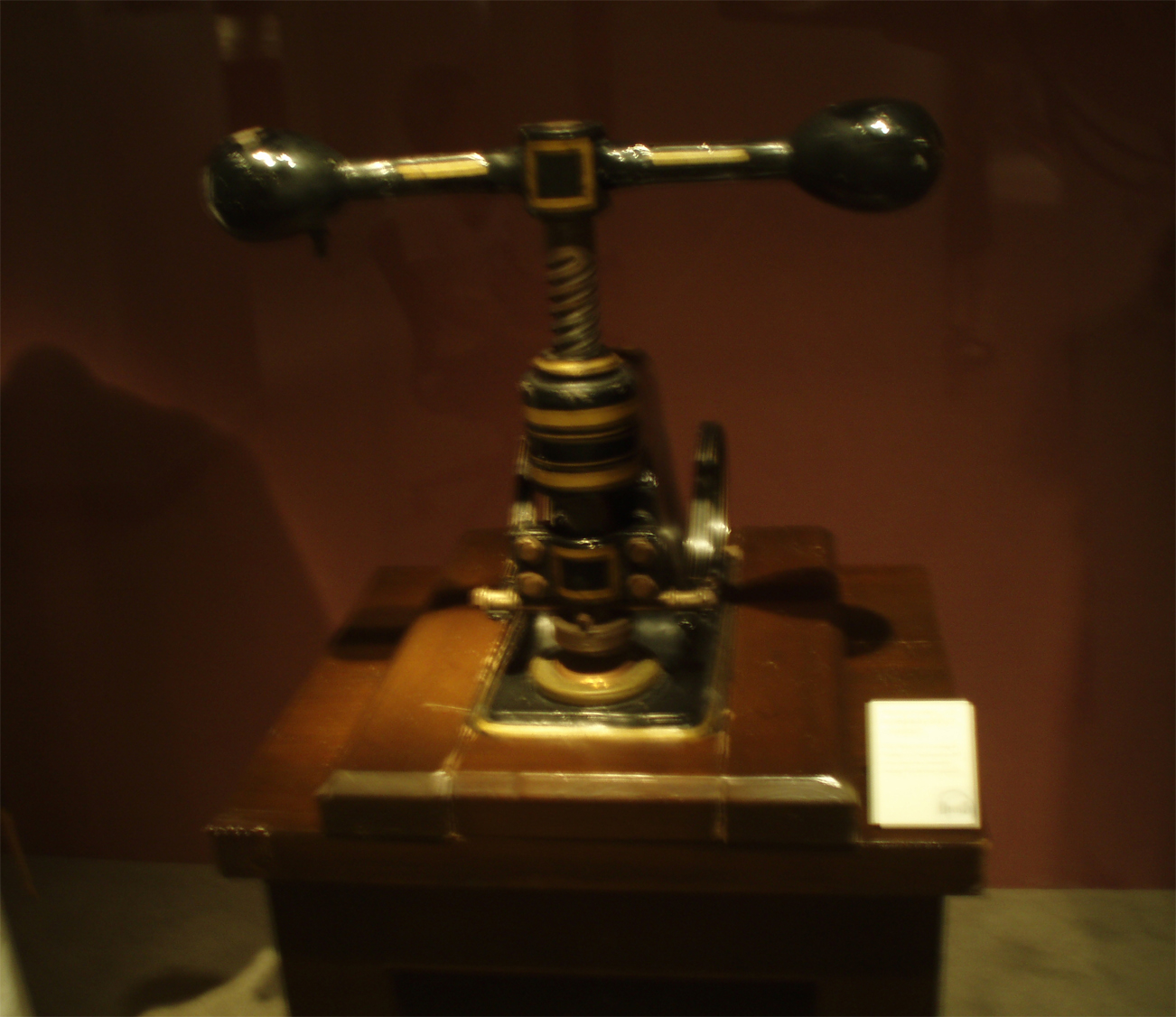
昔日殖民地政府為重要文件鑄上香港徽章的印台，現存於香港歷史博物館

## 外部連結
- Foreign Concessions and Colonies （页面存档备份，存于）
- 香港盾徽的一些典故 （页面存档备份，存于）
- 香港觀察：深藍港英旗代表了甚麼 （页面存档备份，存于）
- 香港城邦自治運動：龍獅香港旗 —— 香港自治運動的標誌 （页面存档备份，存于），2011年6月18日